# Llac Yojoa
El llac Yojoa és el llac més gran d'Hondures amb una superfície de 79 quilòmetres quadrats i una profunditat mitjana de 15 metres. A una altitud de 700 metres, es troba en una depressió formada per volcans. El camp volcànic del llac Yojoa està format per cons, cràters i colades de lava del Plistocè a l'Holocè.
El costat oest del llac està vorejat per muntanyes escarpades i el Parc Nacional de Santa Bàrbara, mentre que al costat est hi ha el Parc Nacional Cerro Azul Meambar. El llac està situat a la carretera que connecta les dues ciutats hondurenyes més grans, Tegucigalpa i San Pedro Sula.
El llac està situat en una de les zones més humides del país, amb una precipitació mitjana anual de 3200 mm i una temperatura mitjana de 24 °C.
És una destinació de pesca popular i els seus voltants tenen una rica biodiversitat: s'han identificat gairebé 400 espècies d'ocells i 800 espècies de plantes a la regió. No obstant això, aquesta zona també està amenaçada per la desforestació, la ramaderia i el desenvolupament. Els habitants de les comunitats al voltant del llac es dediquen al cultiu de fruites, hortalisses i cereals bàsics. El llac Yojoa està amenaçat per l'erosió i la mineria. El nivell de l'aigua baixa notablement. La fundació Exo-Lago intenta conscienciar agricultors i pescadors de la necessitat d'una agricultura i una pesca sostenibles.
El jaciment arqueològic de Los Naranjos es troba a la vora del llac.